# Sjostka
Sjostka (ukrainska: Шостка lyssna (fil), ryska: Шостка) är en stad i Sumy oblast i norra Ukraina. Staden ligger cirka 140 kilometer nordväst om Sumy. Sjostka beräknades ha 71 966 invånare i januari 2022.